# Шквира Андрій Анатолійович
Андрі́й Анато́лійович Шкви́ра — солдат Збройних сил України, учасник російсько-української війни.
Уродженець Монастирищенського району. В часі війни ніс службу у Пісках, в боях за Донецький аеропорт був поранений.

## Нагороди
За особисту мужність і високий професіоналізм, виявлені у захисті державного суверенітету та територіальної цілісності України, вірність військовій присязі, відзначений — нагороджений
- орденом «За мужність» III ступеня (31.7.2015)